# Crova
Crova là một đô thị ở tỉnh Vercelli trong vùng Piedmont thuộc Ý, có cự ly khoảng 50 km về phía đông bắc của Torino và khoảng 15 km về phía tây của Vercelli. Tại thời điểm ngày 31 tháng 12 năm 2004, đô thị này có dân số 431 người và diện tích là 14,2 km².
Đô thị Crova có các frazioni (đơn vị cấp dưới, chủ yếu là các làng) Viancino.
Crova giáp các đô thị: Lignana, Ronsecco, Salasco, San Germano Vercellese, Santhià, và Tronzano Vercellese.